# 瑟蒙 (科多尔省)
瑟蒙（法語：Semond，法語發音：[səmɔ̃]）是法国科多尔省的一个市镇，属于蒙巴尔区。

## 地理
瑟蒙（47°43'6"N, 4°35'32"E）面积5.97 平方千米，位于法国勃艮第-弗朗什-孔泰大區科多尔省，该省份为法国中东部省份，北起奥布省，西接涅夫勒省和约讷省，南至索恩-卢瓦尔省，东南接汝拉省，东临上索恩省，东北部与上马恩省接壤。
与瑟蒙接壤的市镇（或旧市镇、城区）包括：马尼朗贝尔、布雷米尔和沃鲁瓦、舍曼代塞、塞纳河畔圣马克、维莱讷昂迪埃穆瓦、塞纳河畔艾塞。

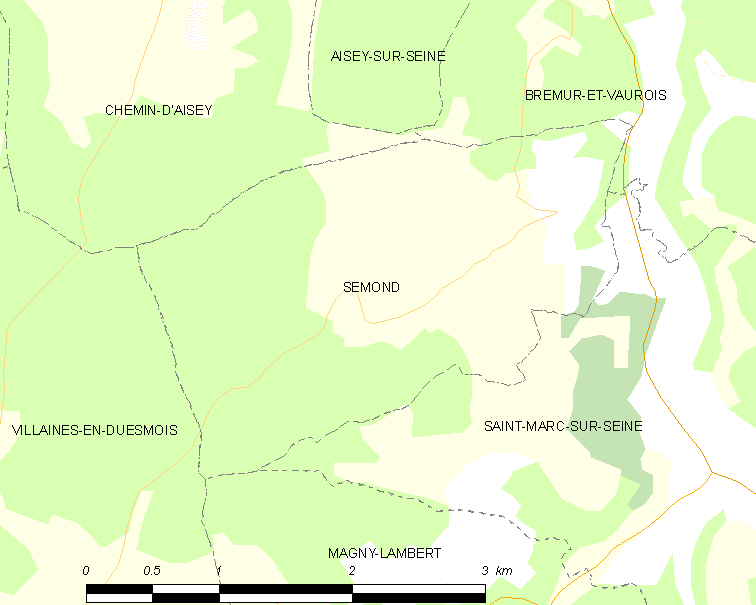
的OSM定位图

瑟蒙的时区为UTC+01:00、UTC+02:00（夏令时）。

## 行政
瑟蒙的邮政编码为21450，INSEE市镇编码为21602。

## 政治
瑟蒙所属的省级选区为塞纳河畔沙蒂永县。

## 人口

1962-2008年间人口变化图示

瑟蒙于2022年1月1日时的人口数量为31人。